# NGC 1729
NGC 1729 é uma galáxia espiral (Sc) localizada na direcção da constelação de Orion. Possui uma declinação de -03° 21' 11" e uma ascensão recta de 5 horas, 00 minutos e 15,6 segundos.
A galáxia NGC 1729 foi descoberta em 1 de Fevereiro de 1786 por William Herschel.